# Байсек, Эндрю
Эндрю Байсек (англ. Andrew Bisek, р. 18 августа 1986) — американский борец греко-римского стиля, панамериканский чемпион, призёр чемпионатов мира, участник Олимпийских игр.

## Биография
Родился в 1986 году в Часке (штат Миннесота). В 2012 году стал панамериканским чемпионом. В 2014 году вновь стал панамериканским чемпионом, и завоевал бронзовую медаль чемпионата мира. В 2015 году выиграл Панамериканские игры, а на чемпионате мира вновь завоевал бронзовую медаль. В 2016 году принял участие в Олимпийских играх в Рио-де-Жанейро, но стал там лишь 12-м.